# Malyj Chomus-Jurjach
Il Malyj Chomus-Jurjach (piccolo Chomus-Jurjach) è un fiume della Russia siberiana nordorientale (Repubblica Autonoma della Jacuzia), tributario destro del Sundrun.
Nasce dalla catena dei monti Suor-Ujata, scorrendo successivamente nel bassopiano della Kolyma, in un paesaggio piatto e ricchissimo di laghi (circa 900, per una superficie complessiva di 154 km²); il maggiore affluente è il piccolo fiume Bol'šaja Protoka, lungo 37 km.
Il fiume è gelato in media per la maggior parte dell'anno, da fine settembre ai primi di giugno.